# Robertsville (Ohio)
Robertsville es un lugar designado por el censo ubicado en el condado de Stark en el estado estadounidense de Ohio. En el Censo de 2010 tenía una población de 331 habitantes y una densidad poblacional de 413,59 personas por km².

## Geografía
Robertsville se encuentra ubicado en las coordenadas 40°45′43″N 81°11′37″O / 40.76194, -81.19361. Según la Oficina del Censo de los Estados Unidos, Robertsville tiene una superficie total de 0.8 km², de la cual 0.8 km² corresponden a tierra firme y (0%) 0 km² es agua.

## Demografía
Según el censo de 2010, había 331 personas residiendo en Robertsville. La densidad de población era de 413,59 hab./km². De los 331 habitantes, Robertsville estaba compuesto por el 95.47% blancos, el 1.21% eran afroamericanos, el 0% eran amerindios, el 0% eran asiáticos, el 0% eran isleños del Pacífico, el 0.3% eran de otras razas y el 3.02% pertenecían a dos o más razas. Del total de la población el 1.81% eran hispanos o latinos de cualquier raza.